# Lillsjön (Össeby-Garns socken, Uppland)
Lillsjön är en insjö i Vallentuna kommun och Österåkers kommun i Uppland och ingår i Norrtäljeån-Åkerströms kustområde. Sjön har en area på 0,0972 kvadratkilometer och ligger 36,1 meter över havet. Därmed är den liten i förhållande till den närbelägna Storsjön.
I Tärnanområdet finns det ytterligare ett insjöpar med namnen Storsjön och Lillsjön. De två sjöarna ligger dock enbart i Vallentuna kommun. I samma område finns det dessutom en annan Storsjön. Den sjön är belägen vid gränsen mellan Vallentuna kommun och Norrtälje kommun.

## Delavrinningsområde
Lillsjön ingår i det delavrinningsområde (660918-165187) som SMHI kallar för Mynnar i Viren. Medelhöjden är 46 meter över havet och ytan är 24,47 kvadratkilometer. Det finns inga avrinningsområden uppströms utan avrinningsområdet är högsta punkten. Söderedeån som avvattnar avrinningsområdet har biflödesordning 2, vilket innebär att vattnet flödar genom totalt 2 vattendrag innan det når havet efter 5,8 kilometer. Avrinningsområdet består mestadels av skog (74 procent). Avrinningsområdet har 2,75 kvadratkilometer vattenytor vilket ger det en sjöprocent på 11,2 procent.